# 两广凤尾蕨
两广凤尾蕨（学名：Pteris maclurei）为凤尾蕨科凤尾蕨属下的一个种。

## 扩展阅读
- 維基物種上的相關：两广凤尾蕨